# Butil-hidroxitoluè
El Butil-hidroxitoluè (BHT), també conegut com a hidroxitoluè butilat, (en anglès: Butylated hydroxytoluene) és un compost orgànic lipofílic (soluble en greixos) que es fa servir principalment com additiu alimentari (antioxidant E321) com també com additiu antioxidant en productes cosmètics, farmacèutics, combustibles d'aviació, goma, productes derivats del petroli i transformadors elèctrics, i fluid embalsamador.
La seva fórmula és C15H24O

## Producció
El BHT es prepara principalment per la reacció del p-Cresol (4-metilfenol) amb l'isobutilè (2-metilpropè) catalitzada per àcid sulfúric:

CH₃(C₆H₄)OH + 2 CH₂=C(CH₃)₂ → ((CH₃)₃C)₂CH₃C₆H₂OH

## Controvèrsia
S'ha dit per part del metge Benjamin Feingold, que consumir el BHT podria produir hiperactivitat en alguns infants. A més alguns diuen que podria ser un producte cancerigen, però alguns estudis diuen que disminueix el risc de càncer. Algunes indústries alimentàries l'han eliminat voluntàriament com additiu i l'han substituït pel compost relacionat i menys estudiat d'Hidroxianisol butilat (BHA)
També s'ha informat de les seves propietats antivíriques particularment contra la família de virus de l'herpes combinat amb la lisina i la vitamina C. Aquest darrer ús ha donat lloc a molta informació.
Els antioxidants fenòlics que hi estan estretament relacionats mostren baixa toxicitat. Per exemple el 2,6-di-tert-butilfenol té una LD50 més gran de 9 g/kg.